# Pok (clan)
Pok (Pók, PuK ; en hongrois : Pok nemzetség) était le nom d'une ancienne gens - clan - magyare. 

## Histoire
Le premier ancêtre connu de la famille remonte à l'époque de André II de Hongrie : Mór, mentionné en 1220 comme fidèle officier (hű tisztviselő). Entre 1234 et 1264, 80 domaines en leur possession sont répertoriés.

## Membres notables
- Mór Pok (fl. 1222-1269), fils du précédent Mór. Il est főispán du comté de Moson puis de ceux de Győr et Nyitra, Grand échanson du Hongrie et enfin juge de la Cour de la Reine (királyné udvarbiró). Il participa à la bataille de Mohi.
- Omodé Pok, (fl. 1254-1267), évêque de Győr. Frère du précédent.
- János Pok, chef de la garde slovaque du duc Béla (1263). Frère du précédent.
- Miklós Pok,  Voïvode de Transylvanie  (1277-1278) et főispán de Szolnok et Máramaros (1307-1319).

## Familles issues du clan Pok
Ce clan donna les familles suivantes :

### Famille Morócz
- Simon Morócz (fl. 1351-1378), premier du nom, főispán de Pozsony, Győr et Bakony et bán du littoral maritime (tengermelléki bán en hongrois, banus maritimus en latin).

### Famille Puky (bizáki)
- László Puky (1719-1785), juge (táblabíró en hongrois) du comté de Abaúj. Père du suivant.
- Márton Puky (1173-1846), juge du comté de Pest. Père du suivant.
- Pál Puky (1811-1896), juge du comté de Pest, capitaine de la garde nationale durant la révolution hongroise de 1848. Père du suivant.
- Gyula Puky (1840-1919), főispán du comté de Hajdú, président de la Cour royale d'appel de Debrecen. Père du suivant.
- Endre Puky (en) (1871-1941), docteur, conseiller secret KuK, membre de la chambre haute, Président de la Cour royale, ministre des Affaires étrangères, főispán du comté de Abaúj-Torna. Père du suivant.
- Pál Puky (1904-1989), docteur en médecine, professeur de chirurgie, membre de l'Académie des sciences du Venezuela. Père du suivant.
- András Pál Puky (°1939), ingénieur du MIT, Président-directeur-général de société pétro-chimique, membre de l'Église réformée hongroise de Caracas, chevalier de Saint-Jean.
- Miklós Puky (1808-1887), alispán de Heves, commissaire du gouvernement pour le comté de Komárom.

### Sources
- Pallas Nagy Lexikona. Librairie Hongroise Electronique, mek.oszk.hu.
- Hungarian Society of Family History Research